# Dartevellopora
Dartevellopora is een mosdiertjesgeslacht uit de familie van de Lichenoporidae en de orde Cyclostomatida. De wetenschappelijke naam van het geslacht werd voor het eerst geldig gepubliceerd in 1999 door Dennis P. Gordon en Paul D. Taylor.

## Soorten
- Dartevellopora cylindrica (Borg, 1944)
- Dartevellopora granulosa Gordon & Taylor, 2010
- Dartevellopora neozelanica Gordon & Taylor, 2010